# 2-я армия (Сибирская армия)
2-я армия — вооружённое формирование Русской армии на Восточном фронте гражданской войны в России.

## История
Образована 14 (22) июля 1919 год на Курганском направлении в результате разделения Сибирской отдельной армии. Подразделялась на Северную (ген. П. П. Гривин; бывш. 4-й Сибирский армейский корпус и отряды ген. Миловича и Редько), Южную (ген. Г. А. Вержбицкий; до 12 октября 1919 года 3-й Степной Сибирский армейский корпус) и Конную (первоначально — Южная конная; ген. В. И. Волков; 1-я, а с 7 августа 1919 и 2-я Сибирские казачьи и 2-я Уфимская кавалерийская дивизии, Сводный Ударный Сибирский стрелковый корпус и Красноуфимская партизанская бригада) группы. До сентября 1919 в неё входила также 1-я кавалерийской дивизия. В феврале 1920 остатки армии вышли к Чите, где были переформированы во 2-й корпус.

## Командующие
- ген.-майор С. Н. Войцеховский
- ген.-лейт. Н. А. Лохвицкий (с 29 июля 1919).

- Начальник штаба — полк. К. К. Акинтиевский.
- Начальник частей особого назначения — генерал И. Г. Макри